# Васильєв Володимир Михайлович
Володи́мир Миха́йлович Васи́льєв — український кінооператор-документаліст, кінорежисер. Нагороджений Почесною Відзнакою Мінкультури «За досягнення в розвитку культури та мистецтва» (2001).

## Життєпис
Народився в місті Київ 3 березня 1949 р.
Після закінчення Київського політехнічного інституту (1972) прийшов працювати на Українську студію хронікально-документальних фільмів асистентом кінооператора.
З 1974 р. — кінооператор комбінованих зйомок.
Зробив комбіновані кадри до багатьох фільмів студії, серед яких повнометражна кінотрилогія режисера Володимира Шевченка «Україна. Початок шляху», «Вогняний шлях», «Шлях звершень» (Державна премія України ім. Т. Г. Шевченка, 1978 р.).
Після закінчення операторського факультету Всесоюзного державного інституту кінематографії (ВДІК) 1987 р. працював кінооператором документальних фільмів і зняв їх понад 70.
Був членом Національної спілки кінематографістів України.
Пішов із життя 31 грудня 2016 року.  

## Фільмографія
- «Весна перемоги» (1985),
- «З любов'ю та шаною» (1985),
- «Прийшов солдат з Берліна» (1985),
- «Наша доля — Україна» (1986),
- «Для чорнобильських вахтовиків» (1986),
- «Такий важкий, звичайний день» (1987),
- «Пам'яті Івана Миколайчука» (сюжет до кіножурналу «РУ» 1987),
- «Омут» (1987),
- «Плаха» (сюжет до українського сатиричного кіножурналу «Жорна» 1987),
- «Ім'я йому Київ» (1988),
- «Вересень 39-го» (1989),
- «На усіх морях»(1990—1991),
- «Таємниця любові» (1992),
- «Україна держава морська. Чоловіча робота» (1992—1993),
- «Українські німці. Повернення» (1994—1995) та інші.

## Документальні фільми Васильєва останньої декади
- «Миттєвості помаранчевої» (автор сценарію, режисер, оператор, монтажер, 2005)
- «Поступ» (автор сценарію, режисер, оператор, монтажер, 2006)
- «Наш паротяг» — фільм-пародія (автор сценарію, режисер, оператор, монтажер, 2007)
- Дев'ять сюжетів «Голодомор 1933. Свідчать…» (режисер, оператор, монтажер, 2008),
- «Долі. Є. М. Дубиніна», «Долі. М. М. Виноградова», «Долі. П. Т. Кухарчук» (автор ідеї кіно-циклу, режисер, оператор, монтажер, 2008)
- «Йосип Осташинський. Дарувати радість людям» (автор сценарію, режисер, головний оператор, монтажер, 2009—2010)
- «Польові випробування української вдачі» (2011, режисер, монтажер)